# Hervé Bugnet
Pour les articles homonymes, voir Bugnet.
Hervé Bugnet est un footballeur français, né le 24 août 1981 à Sainte-Foy-la-Grande dans le département de la Gironde. Il évolue au poste de milieu offensif ou d'attaquant.

## Biographie

### Carrière en club
Formé aux Girondins de Bordeaux, il gagne le championnat de France des moins de 17 ans en 1998 en inscrivant trois des quatre buts de son équipe en finale contre le FC Sochaux (4-2).
Il est ensuite prêté successivement au FC Martigues, à LB Châteauroux et au Havre AC. Il rejoint plus tard le Montpellier HSC puis, joue notamment au Dijon FCO, part ensuite à Lucena (Espagne) mais rentre en octobre 2007, et signe à Niort.
Il signe en 2008 à Évian Thonon Gaillard, puis est prêté en janvier 2011 à As Cannes. En juillet 2013, il rejoint le Stade Bordelais, club de CFA, et termine sa carrière professionnelle.

### En sélection nationale
Sélectionné pour participer à l'Euro des moins de 18 ans en 2000, il entre en jeu lors des deux derniers matchs de la phase de poule puis en finale. Rentré à la place de Djibril Cissé à la 67e minute, il reprend avec succès, treize minutes plus tard, une passe de Grégory Vignal et offre le titre continental aux Bleuets.
Il atteint les quarts de finale de la Coupe du monde de football des moins de 20 ans éliminé par l'Argentine de Javier Saviola en 2001 (1-3).

## Palmarès
Girondins de Bordeaux 
- Champion de France des moins de 17 ans en 1998
- Champion de France des moins de 17 ans en 1997

 Évian Thonon Gaillard Football Club 
- Champion de France de National en 2010
- Champion de France de Ligue 2 en 2011

 En sélection nationale 
- Champion d'Europe des moins de 18 ans en 2000 avec l'équipe de France des moins de 18 ans (Buteur en finale contre l'Ukraine (1-0))
- Quart de finaliste de la Coupe du monde de football des moins de 20 ans 2001